# Didemnum trivolutum
Didemnum trivolutum är en sjöpungsart som beskrevs av C.S. Millar 1960. Didemnum trivolutum ingår i släktet Didemnum och familjen Didemnidae. Inga underarter finns listade i Catalogue of Life.